# Castillo Di Bivar
El Castillo Di Bivar o Castillo Bivar (en portugués: Castelo Di Bivar) se localiza en el municipio de Carnaúba dos Dantas, que queda a 219 km de la capital Natal, en el estado brasileño de Río Grande do Norte.
En lo alto de una colina en las márgenes de la vía RN-288, se trata de una imitación de un castillo renacentista francés. Levantado alrededor de 1984, la obra se encuentra inacabada hasta hoy.
El nombre del castillo es un homenaje al film italo-estadounidense basado en el personaje español "El Cid" (Rodrigo Díaz de Vivar). Después de ver el film el propietario José Ronilson Dantas se sintió atraído por el estilo medieval, lo que resultó en la construcción del castillo.